# セーブオン

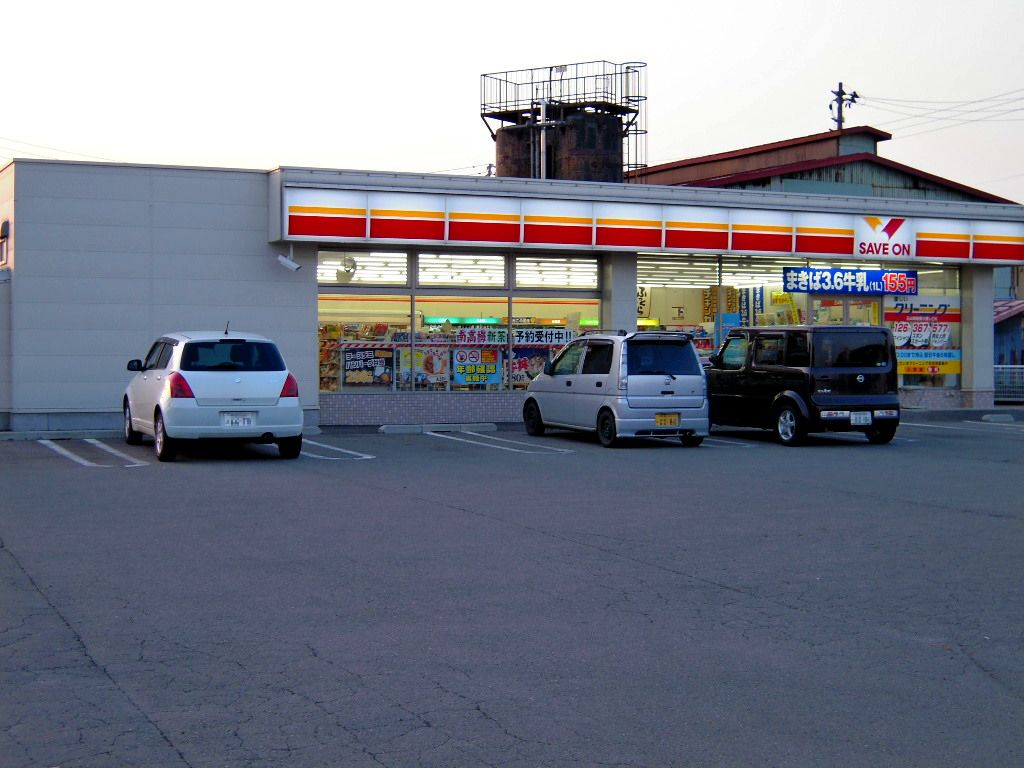
旧デザインの店舗（小千谷元中子店）
（現・ローソン小千谷元中子店）

株式会社セーブオン（英記：Save On Corp.）は、群馬県に本社を置く、ベイシアグループの企業である。コンビニエンスストアチェーン「ローソン」のメガフランチャイジーである。

## 概説
かつては自社独自ブランドのコンビニエンスストア「セーブオン」を展開するフランチャイザーで、最盛期には10県で600店舗以上のセーブオン店舗を展開していた。2016年よりローソンのメガフランチャイジーとなるが、株式会社ローソンとは資本提携等は行われておらず、ベイシアグループのコンビニ事業会社として存続している。
2021年、wash-plusとのライセンス契約によりコインランドリーの自社ブランド「ALKALI」を立ち上げ、自社で運営するローソン店舗（栃木市）の敷地内に出店したが、2025年5月31日をもってライセンス契約を解除、事業撤退した。

## 歴史
- 1983年（昭和58年）8月 - 母体企業のいせや（当時）がコンビニエンスストア事業に進出、群馬県渋川市に1号店となる渋川行幸田店[4]を開店[2]。
- 1984年（昭和59年）3月 - いせやから分離・独立し株式会社セーブオン設立[1]。
- 2008年（平成20年）3月1日 - 「セーブオン波志江PA店」で高速道路PAに初出店[広報 4]。
- 2010年（平成22年）
  - 4月1日 - 「セーブオン伊勢崎市役所店」で公共施設に初出店[広報 5][広報 6]。
  - 11月1日 - 前橋亀里店で医薬品の取扱いを開始[広報 7]。
  - 12月12日 - 「セーブオンイーサイト高崎店[注釈 1]」で駅構内に初出店[広報 8]。
- 2012年（平成24年）
  - 6月1日 - 群馬県富岡市と藤岡市で移動販売車「まごころハート便」による移動販売を開始[広報 9]。
  - 6月12日 - 同月末をもって富山県内から撤退。店舗はローソンへ譲渡[5]。
- 2014年（平成26年）1月18日 - 伊勢崎市の焼まんじゅう店「忠治茶屋」とコラボレーションした店舗開店[広報 10]。
- 2015年（平成27年）7月 - 長野県から撤退、店舗は会社分割によりローソンへ承継[広報 11]。
- 2016年（平成28年）4月 - 山形県・福島県・茨城県において、ローソンFC経営を開始[広報 12]。
- 2017年（平成29年）
  - 6月30日 - 埼玉県において、ローソンFC経営を開始[6]。
  - 9月21日 - 千葉県において、ローソンFC経営を開始[広報 13]。
  - 10月12日 - 栃木県において、ローソンFC経営を開始[広報 14]。
- 2018年（平成30年）
  - 2月15日 - 新潟県佐渡市において、ローソンFC経営を開始[7]。新潟県の他地域は4月5日から開始。
  - 8月31日 - 群馬県から“セーブオン”としては撤退、“コンビニエンスストア・セーブオン”ブランド店全て消滅[2]。株式会社セーブオンは、ローソンのメガFC運営専業となった[2]。
- 2021年 (令和3年)
  - 8月20日 - wash-plusとライセンス契約を締結し、「ALKALI」の名称でコインランドリー事業に参入[広報 2]。
- 2025年（令和7年）5月31日 - wash-plusとのライセンス契約を解除し、コインランドリー事業から撤退[広報 3]。

## 出店地域
主に旧セーブオンブランド店舗の転換とその後の新店により会社所在地の群馬県を筆頭に、山形県・福島県・茨城県・埼玉県・千葉県・栃木県・新潟県（群馬以外転換順）で2023年5月現在、ローソン338店舗を運営している。
旧セーブオン店舗は、最盛期には関東・北陸・東北地方にて約600店舗展開していたが、2012年以降、県単位で順次撤退した。当初は株式会社ローソンへセーブオン各店舗の一切の権利を譲渡した上で、ローソン店舗に転換されていた。しかし、2016年以降は株式会社ローソンとメガフランチャイズ契約を締結、株式会社セーブオン運営のままローソン店舗へと転換されている。
- 富山県：2012年6月末をもって撤退、ローソンが店舗を継承した[5]。
- 長野県（27店舗[広報 11]）：ローソンに事業の一部を吸収分割で譲渡し、2015年7月頃より順次、同社の店舗に転換する形で同県より撤退した[広報 11][8]。
- 山形県・福島県・茨城県（計75店舗中、約50店舗転換[広報 12]）：2016年3月上旬から中旬にかけて順次閉店し、うち約50店舗を4月に順次ローソンに看板を変えて営業を開始[広報 12]。なお、これまでの撤退・事業譲渡とは異なり、株式会社セーブオン自身が、ローソンのメガフランチャイジーとなり、ローソン店舗をFC経営していくことになった[広報 12]。なお、後日専門の子会社を設立予定[広報 16]とされており、後にこれら転換店舗の店員募集などをセーブオンと同じ場所に本社を置く、株式会社ノエバスという会社が行っていた[注釈 2]が、この会社は2017年9月1日付でセーブオンに吸収合併されている[9]。
- 群馬県・栃木県・新潟県・埼玉県・千葉県（計501店舗＋長野県2店舗）：2017年1月にローソンとの間で残る5県全てにおけるメガフランチャイズ契約を締結、2月1日に発表した。2017年夏頃より全店舗を2018年までに順次ローソンに転換することになった[広報 17]。プレスリリースによると長野県に残存する2店舗を含む全503店舗とも読み取れるが、2店舗を転換するかは今後の協議によるとの報道もある[10]→前述の通り2018年5月末までに閉店、今後は不明。これは、かつてローソンに譲渡した店舗や、看板をローソンに付け替えて営業を継続している店舗において、セーブオン時代に比べて売上が増えていることから、基盤地域においてもローソンとして運営していくことで売上増が見込めるため決断したという[11]。「全店舗を転換」としていたものの、2018年5月の時点で埼玉・千葉・栃木・新潟計322店舗中、約4割の約130店舗が完全閉店。ローソン転換店舗はセーブオンとしての閉店前にその旨を店舗に表示された。

## 特徴

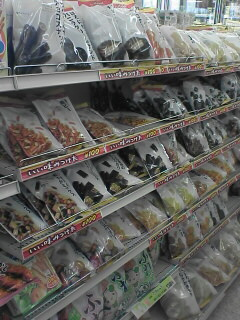
いい味みつけた陳列スペース

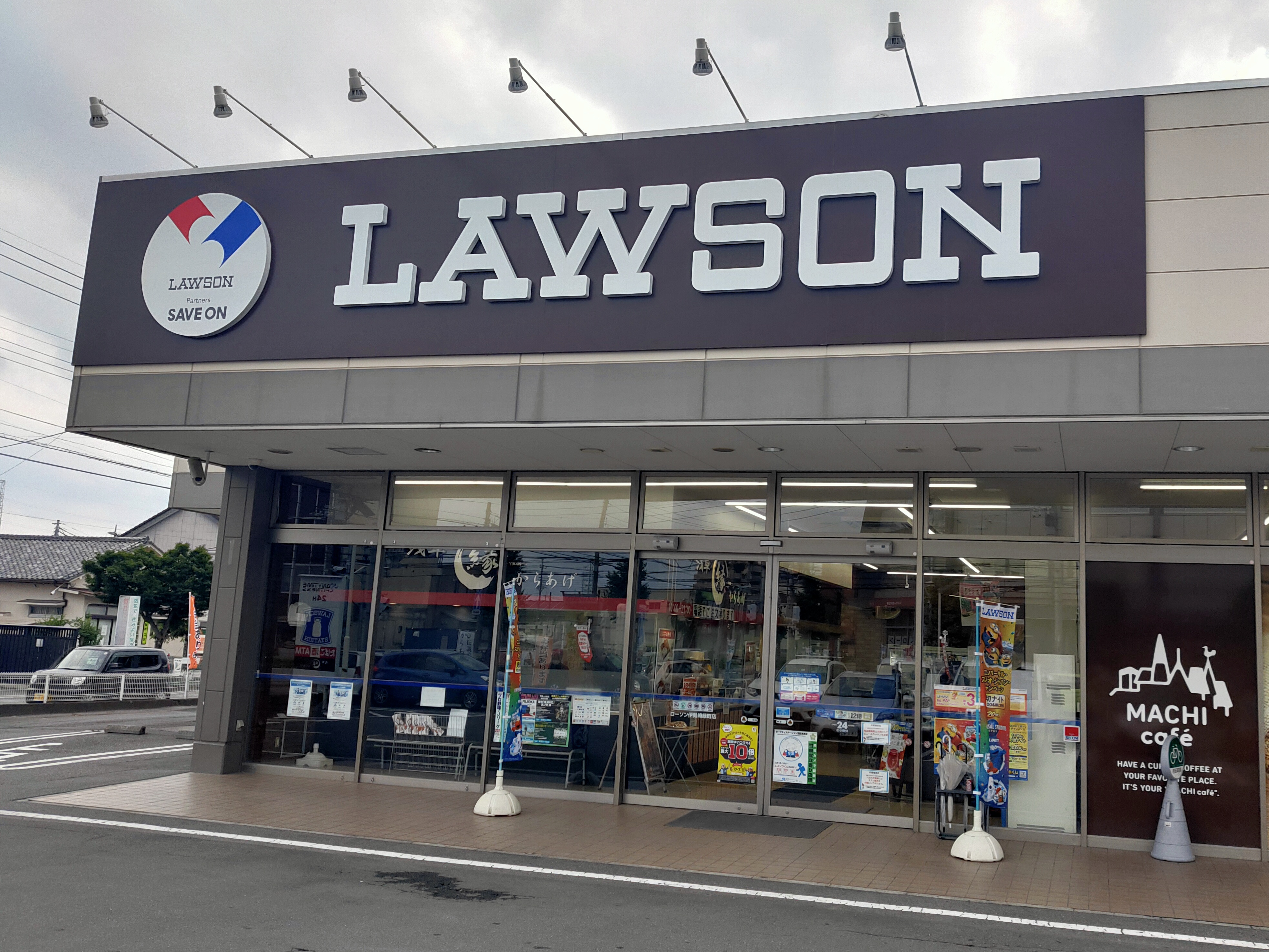
ローソン伊勢崎緑町店
セーブオンとローソンのダブルネームのサインが掲げられている

当店で発売していたオリジナル菓子シリーズとしていい味みつけた（いいあじみつけた）が存在した。
群馬県以外の地域におけるセーブオンからローソンに転換された店舗は、特段セーブオンの独特な特徴（後述）は見られず、通常のローソン店舗との違いが見られない。ポイントカード(Ponta・dポイントカード)、クレジットカード、電子マネーの対応状況も通常のローソンと同様。セーブオンでは利用できなかったクオカードはローソンに転換してからは利用可能になった。
群馬県内の店舗が一斉閉店（一部先行閉店済み）になる前日の2018年8月30日、「伊勢崎緑町店」及び「前橋南インター店」において、セーブオンの特徴のうち、以下の3点について残すことをセーブオンとローソン連名で発表した。
- 「焼きまんじゅう」販売（伊勢崎緑町店のみ）[広報 19]
- 「浅草 縁-YUKARI- からあげ」販売[広報 19]
- セーブオンのサークルサインのデザインをベースとし、背景は白、左側のリボンの色をセーブオンの赤、右側のリボンの色をローソンの青に、下部にはロゴを使用した「LAWSON Partners SAVE ON」との記述のセーブオンとローソン、ダブルネームのサークルサインを設置[広報 19]

## 特筆性のある店舗
店名の後ろに◎のある店舗はローソンに転換された店舗。
- 一般店舗
  - 前橋亀里店◎ - 群馬県前橋市鶴光路町14-2[広報 20]
    - 医薬品取扱店舗第一号店として、同店が2010年11月1日より取扱開始した[広報 7]。

  - 前橋北代田店◎ - 群馬県前橋市北代田町37-1[広報 21][広報 22]
    - 2013年11月30日開店。店舗の敷地・売場面積をふやして取扱品目増やし、店内厨房、医薬品取扱いも行う新形態とした第1号店舗[広報 22]。
      - 店内厨房に、セイコーマートのホットシェフのシステムを導入。ホットシェフはローソンには継承されない。

  - 吾妻岩島店◎ - 群馬県吾妻郡東吾妻町大字岩下95[広報 23]。
    - 2014年6月27日開店。次世代自動車用急速充電器設置の第1号店であり、焼まんじゅう「忠治茶屋」とのコラボレーション店舗。焼きたての焼まんじゅうを供食[広報 24]。先述の通り、2018年8月30日現在では焼きまんじゅう販売継承対象店に含まれていない。
      - 次世代自動車用急速充電器設置について「2014年夏以降、年度内に群馬県4店舗に急速充電器を順次設置」と発表[広報 25]。吾妻岩島店開店以降、2014年は、前橋南インター店[広報 26]、北軽井沢店[広報 27]、松井田バイパス店[広報 28]の順に設置された。
      - 株式会社忠治茶屋とのコラボレーションとなる焼まんじゅう取扱店舗の第一号店は、伊勢崎連取本町店だが、現在同店では焼まんじゅうの取扱いはしていない[広報 10]。2016年10月現在、焼まんじゅうの調理・供食するための設備を持つ店舗は吾妻岩島店のほか、前橋力丸店・本庄沼和田店・高崎南新波店・吉岡上野田南店・伊勢崎韮塚西店の6店舗となる[広報 29]。先述の通り、2018年8月30日現在ではこれまで焼きまんじゅうを取り扱っていなかった伊勢崎緑町店への新規導入のみ発表されている。

  - 前橋南インター店◎ - 群馬県前橋市新堀町48[広報 30]
    - 2015年3月6日、同店のイートインコーナーをリニューアル、「世界で2番めにおいしい焼きたてメロンパンアイス」の取扱い第一号店となる[広報 31][広報 32]。先述の通り、2018年8月30日現在ではメロンパン販売は継承対象外となっている。
      - 2017年6月現在、世界で2番めにおいしい焼きたてメロンパンアイス取扱店舗は、当店のほか伊勢崎駅前店[広報 33][広報 34]と軽井沢プリンスショッピングプラザ店の合計3店舗[広報 35][広報 36]。
        - からあげ 縁 - YUKARI -　とのコラボレーション

  - 川越脇田本町店◎ - 埼玉県川越市脇田本町15-10 三井生命川越駅前ビル1F[広報 37]
    - 「からあげ 縁 - YUKARI - [注釈 3] からあげ」「世界で2番めにおいしい焼きたてメロンパンアイス」とのコラボレーション店舗として、2015年7月10日開店[広報 43]。2017年5月22日閉店。現ローソン川越西ロータリー前店、これらコラボレーションは終了している。
- 病院内の店舗
  - 新小山市民病院店◎ - 栃木県小山市大字神鳥谷2251-1 新小山市民病院1F[広報 44][広報 45]
    - 2015年12月18日開店の軽食とインストアベーカリーを備えた病院内店舗。衛生医療品・お見舞い用のプリザーブドフラワーを取り扱い。[広報 46]

  - 渋川医療センター店◎ - 群馬県渋川市白井378-2 渋川医療センター1F[広報 47][注釈 4]
    - 独立行政法人国立病院機構西群馬病院と渋川市立渋川総合病院が統合・新築し、2016年4月1日に外来診療開始した渋川医療センターの1階に2016年3月29日開店した病院内店舗。インストアベーカリーとイートインスペースを備え、衛生医療品・見舞い用のプリザーブドフラワー取扱い。[広報 48]。群馬県内の一斉閉店に先駆けて、仮店舗営業を経て、2018年8月16日ローソンに転換完了。
- 駅ビル・ショッピングセンター内の店舗
  - エキータ前橋店 - 群馬県前橋市表町二丁目30番地8 エキータ前橋1階[広報 49]
    - 2012年11月14日、ザスパクサツ群馬コラボレーション店舗として開店[広報 50][広報 51]。

  - 軽井沢・プリンスショッピングプラザ店 - 長野県北佐久郡軽井沢町大字軽井沢字中谷地1178 軽井沢プリンスショッピングプラザ「イースト」エリア[広報 52]、E-24[広報 53]。先述の通り、閉店済みで、跡地にはファミリーマートが出店した。
    - 2014年6月7日、リゾート型ショッピングモール内への初出店。焼き立てパンを取り扱う、新しい形の店舗形態[広報 52]。
      - 長野県内のセーブオン店舗は、2015年7月より暫時ローソン店舗に順次転換した[広報 11]が、2016年10月現在においてローソン転換していない。なお、セーブオン公式ページの店舗一覧に、この店舗は掲載はされていない。

  - 伊勢崎緑町店◎ - 伊勢崎市緑町6-19[広報 54]
    - グループ会社であるベイシア電器店舗内への出店。「からあげ 縁 - YUKARI - 」「三代目茂蔵豆富」「MOCHICREAM[広報 55]」とのコラボレーション店舗として、2015年10月3日開店。[広報 56]。先述の通り、からあげ販売を継承したほか、新たに焼きまんじゅうの取り扱いを開始したが、焼きまんじゅうの取り扱いは2020年6月28日に終了した[12]。
      - からあげ 縁 - YUKARI -　とのコラボレーションとなる第一号店は先述の川越脇田本町店[広報 43]。
      - 三代目茂蔵豆富が「茂蔵工場直売所」として公認しているセーブオン店舗は、埼玉県・群馬県に多数存在する[広報 57]。先述の通り、2018年8月30日現在では茂蔵豆富販売は全て継承対象外となっている。
      - 2016年10月現在、MOCHICREAMがコラボレーション店舗として店舗紹介しているセーブオン店舗は、当店のほか前橋北代田店・伊勢崎富塚店・安中駅西店・神川元阿保店・前橋堀越西店・大泉上小泉店・北橘町八崎店・富岡七日市店の各店舗[広報 58]。先述の通り、2018年8月30日現在ではMOCHICREAMは全店販売継承対象外となっている。

  - 大学キャンパス内の店舗
    - 埼玉医科大学病院店◎ - 入間郡毛呂山町大字毛呂本郷38[広報 59]
      - 埼玉医科大学毛呂山キャンパス「厚生棟1階[広報 60]」に出店[広報 61]。埼玉医科大学病院の建物内出店ではないが、病院公式ページでは病院施設とされていた。2017年5月22日閉店。メガフランチャイズ契約対象店舗のひとつであり、セーブオン運営のまま、ローソンに転換されている[広報 62]。
- 官庁庁舎内の店舗
  - 伊勢崎市役所店◎ - 群馬県伊勢崎市今泉町2-410 伊勢崎市役所本館1階[広報 5][広報 6]
    - 2010年4月1日、群馬県内初のコンビニエンスストア市役所内出店[広報 6]。環境に配慮した店舗設備と地産地消の推進や障害者施設の製品販売。電子マネー（Edy）・印鑑（認め印）・県収入証紙・切手取扱[広報 6]。群馬県内のローソン転換1号店となった。
- 高速道路パーキングエリア内の店舗
  - 波志江パーキングエリア店◎ - 群馬県伊勢崎市波志江町2564-1 北関東自動車道上り線、波志江パーキングエリア内[広報 63]
    - 2008年3月1日、高速道路内の施設への初出店[広報 4]。2018年8月31日の群馬県内一斉閉店に先駆けて8月22日閉店。9月11日にローソン転換完了予定。
- ガソリンスタンド内の店舗
  - ジェイクエスト佐久平店 - 
    - ジェイクエストが開店したセルフガソリンスタンドJOMO佐久平店の売店を兼ねる形で開店。ローソンへの転換時には閉店し、跡地にファミリーマートジェイクエスト佐久平店が開店した。
- 転換以前に閉店した店舗
  - 一般店舗
    - 渋川行幸田店 - 群馬県渋川市行幸田324-1。
      - 第1号店。2005年9月頃閉店、2016年10月現在、クリーニング店。

    - 「セーブオン海の家」青山ビーチサイド店[広報 64] - 新潟県新潟市有明町青山海岸1437-2[広報 64]。
      - エフエムラジオ新潟とタイアップした海の家形式の店舗で、営業期間を限定し営業。セーブオンの定番アイテムであるおにぎり・各種弁当・調理麺・飲料・アイス等のほか、海の家ならではのビーチ用品も各種取り揃え。スイカの販売やスイカ割り用の棒の貸出しも実施[広報 64]。

    - イーサイト高崎店 - 群馬県高崎市八島町222 JR高崎駅東口1階 イーサイト高崎内[広報 8]
      - 駅ビル内店舗として、2010年12月12日開店[広報 8]、2016年3月3日閉店[13] 。2016年10月現在、同地にてローソンが営業しているがメガフランチャイズ契約前にローソン転換された店舗でありセーブオンは転換後の運営に関与していない。

    - イーサイト籠原店 - 埼玉県熊谷市新堀713（籠原駅北口）[広報 65]
      - 駅ビル内店舗として、2011年3月20日駅ビル開業とともに開店[広報 65][広報 66]。2016年2月26日閉店、2016年10月現在、同地にてローソンが営業しているがメガフランチャイズ契約前にローソン転換された店舗でありセーブオンは転換後の運営に関与していない。